# Cheilanthes covillei
Cheilanthes covillei es una especie de helecho de la familia botánica Pteridaceae. Se encuentra en el sudoeste de los Estados Unidos y Baja California, donde crece en las grietas rocosas de las montañas y colinas.

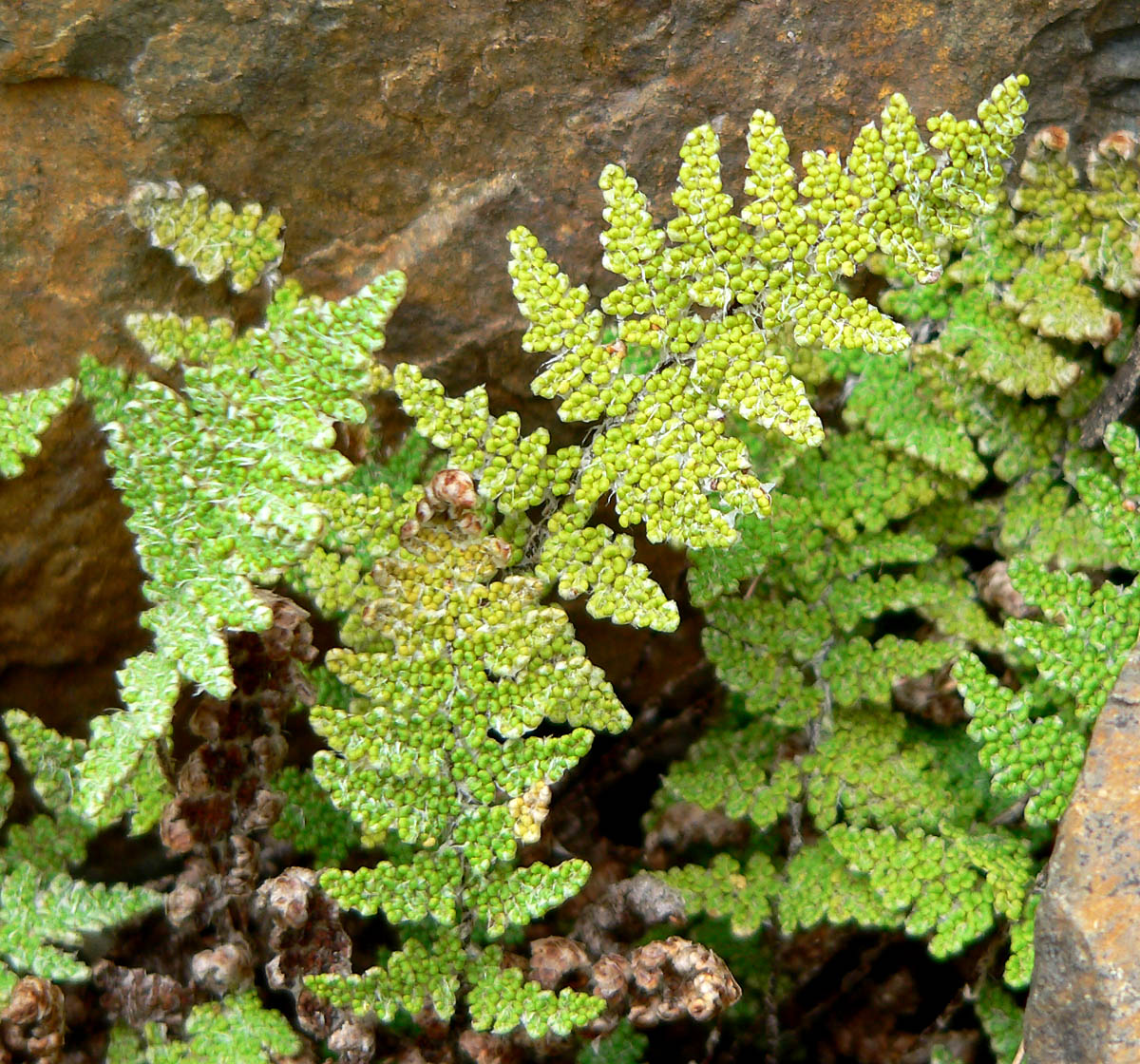
Detalle de las hojas

## Descripción
Este helecho tiene hojas verdes que pueden ser hasta 4-pinnadas, es decir, formada por foliolos que se subdividen 3 veces, de manera que los foliolos se superponen como segmentos redondeados. Las hojas tienen un aspecto irregular, con forma de empedrado. El envés de las hojas tienen escamas que se alargan como excrecencias de la epidermis. Escondidos debajo de las escamas están los esporangios, con las esporas.

## Taxonomía
Cheilanthes covillei fue descrita por William Ralph Maxon y publicado en Proceedings of the Biological Society of Washington 31: 147. 1918.